# Alex Angi
Alex Angi (Cannes, 25 novembre 1965) è un artista francese, conosciuto a livello internazionale sia come esponente della Cracking Art sia a livello personale.

## Stile
L'artista si ispira al rapporto fra il naturale e l'artificiale con lo scopo di rappresentare la presente realtà storica, utilizzando materiali riciclati, in particolar modo la plastica, che è la materia della contemporaneità.
Il risultato sono coloratissime esplosioni plastiche, opere dotate di una straordinaria forza espressiva sia a livello strutturale che cromatico.
Ha esposto le sue opere in numerose gallerie e musei, tra cui Freies Museum di Berlino, Show-off Art Fair 2011 a Parigi, Vercelli-Arca sede Guggenheim, galleria Magda Danysz di Parigi e a Shangai con "Meccanorganic" (2012).
| Controllo di autorità | VIAF (EN) 95635324 · GND (DE) 13903966X |